# Xangongo
Xangongo é uma cidade e comuna angolana na província do Cunene, sede do município de Ombadija.
Até 1975 denominou-se "Vila Roçadas".
No dia 20 de outubro de 1975 as tropas sul-africanas da Força Operacional Zulu tomaram Vila Roçadas durante a Operação Savana, com a cidade ficando sob domínio da UNITA após janeiro de 1976. Mesmo assim, a localidade enfrentava seguidos problemas com escaramuças entre a coalizão MPLA-Cuba-SWAPO e a contra-coalizão UNITA-África do Sul.
Dado que o sul do Cunene esteve sob constante investida e ocupação estrangeira sul-africana, entre 1989 e 2002 a cidade de Xangongo foi a capital provincial cunenense.